# Włodzimierz Zieliński
Pour les articles homonymes, voir Zieliński.
Włodzimierz Zdzisław Zieliński est un handballeur polonais né le 29 mars 1955 à Mława.

## Carrière
Włodzimierz Zieliński obtient une médaille de bronze aux Jeux olympiques d'été de 1976 de Montréal.